# Liste der Museen im Bezirk Kitzbühel
Die Liste der Museen im Bezirk Kitzbühel  gibt einen Überblick über aktuelle und ehemalige Museen im Bezirk Kitzbühel in Tirol.

## Aktuelle Museen
| Gemeinde            | Name                               | Kurzbeschreibung | gegründet/ eröffnet | Träger                                        | Standort                  | Bild           | Link |
| ------------------- | ---------------------------------- | --- | ------------------- | --------------------------------------------- | ------------------------- | -------------- | ---- |
| Jochberg            | Bergbau- und Heimatmuseum Jochberg | Das Museum dokumentiert die bäuerliche Dorfkultur, Handwerke und den Jochberger Bergbau und zeigt archäologische Funde, Fossilien, Mineralien, Blumen und Kräuter aus dem Alpenraum. | 1978                | Bergbau- und Heimatmuseumsverein Jochberg     | Schulgasse                | weitere Bilder |      |
| Kirchberg in Tirol  | Ölschlag Schwaigermühle            | Das Museum zeigt eine Leinölpresse aus dem Jahr 1705 und dokumentiert die Leinölerzeugung. | 1980                |                                               | Pension Schwaigermühle    |                |      |
| Kirchdorf in Tirol  | Museum im Metzgerhaus              | Das Museum in einem 500 Jahre alten bäuerlichen Wohn- und Wirtschaftsgebäude dokumentiert die Dorfgeschichte, die bäuerliche Arbeitswelt und Persönlichkeiten aus Kirchdorf, unter anderen den Freiheitskämpfer Rupert Wintersteller und den Maler Balthasar Waltl.                                                               | 1992                | Kultur- und Heimatpflegeverein Kirchdorf      | Litzlfeldner Straße       |                |      |
| Kitzbühel           | Bauernhausmuseum Hinterobernau     | Das in einem Bauernhaus aus dem 15. Jahrhundert untergebrachte Museum zeigt bäuerliche Wohn- und Arbeitsräume, Haushaltsgeräte, Kleidung, Volksfrömmigkeit, Werkzeuge, Geräte zur Feld-, Wald- und Ackerbewirtschaftung sowie Textilbearbeitung.                                                                                  | 1977                | Verein Tiroler Bauernhausmuseum               | Römerweg                  | weitere Bilder |      |
| Kitzbühel           | Krampusmuseum Kitzbühel            | Das Museum dokumentiert traditionelles Brauchtum und zeigt 600 Holzmasken aus dem 20. und 21. Jahrhundert, Brauchtumsbücher, Gewänder und Krampusutensilien. | 2010                | Brauchtumsverein Ruat’n Pass                  | Sportfeld                 |                |      |
| Kitzbühel           | Museum Kitzbühel                   | Das Museum dokumentiert die Geschichte und Entwicklung der Stadt Kitzbühel mit den Schwerpunkten spätbronzezeitlicher Bergbau, altes Handwerk, Haus- und Landwirtschaft, Volkskultur und Volksfrömmigkeit, sakrale Kunst, Wintersport und Tourismus. Es beherbergt auch eine Gemäldesammlung des Malers Alfons Walde (1891–1958). | 1934                | Stadtgemeinde Kitzbühel                       | ehemaliger Getreidekasten | weitere Bilder |      |
| Oberndorf in Tirol  | Rerobichl-Museum                   | Das Bergbaumuseum dokumentiert die Tradition des Kupfer- und Silberbergbaus am Rerobichl und zeigt maßstabsgetreue technische Holzmodelle, eine Auswahl an historischem Arbeitsgerät und weiteren Exponaten, Info-Tafeln, Karten und Pläne.                                                                                       | 2021                | Knappenverein Rerobichl-Oberndorf             | Alfons-Walde-Weg          |                |      |
| St. Johann in Tirol | Museum St. Johann in Tirol         | Das Museum dokumentiert die Geschichte und Entwicklung der Gemeinde St. Johann mit den Schwerpunkten Geologie, Kupfer- und Silberbergbau, Trachten, Ansichten von St. Johann, Notgeld, Traditionsvereine, Schulgeschichte, Tiroler Freiheitskämpfer, Anfänge des Tourismus, Geschichte der Dekanatspfarre zum Hl. Johannes.       | 1994                | Museums- und Kulturverein St. Johann in Tirol | Bahnhofstraße             | weitere Bilder |      |

## Ehemalige Museen
| Gemeinde | Name                       | Kurzbeschreibung | gegründet/ eröffnet | geschlossen/ aufgelöst | Träger | Standort | Bild           | Link |
| -------- | -------------------------- | --- | ------------------- | ---------------------- | ------ | -------- | -------------- | ---- |
| Jochberg | Schaubergwerk Kupferplatte | Das Schaubergwerk mit befahrbahren Stollen zeigte Transportgeräte (Grubenlokomotiven, Mannschaftswagen, Förderhunte), Werkzeuge und Ausrüstungsgegenstände aus dem Bergbau (Beleuchtung, Bekleidung, Helme) sowie eine Mineraliensammlung und dokumentierte Abbaumethoden sowie die soziale, ökonomische und politische Stellung der Bergknappen. | 1990                | 2022                   |        | Hütte    | weitere Bilder |      |